# Ringenwalde (Märkische Höhe)
Ringenwalde ist ein Ortsteil der Gemeinde Märkische Höhe im brandenburgischen Landkreis Märkisch-Oderland. Zusammengeschlossen hat sich die ehemalige eigenständige Gemeinde mit Wirkung vom 31. Dezember 2001 mit den Nachbargemeinden Batzlow und Reichenberg. Die Amtsgeschäfte werden durch das Amt Märkische Schweiz getätigt.

## Geografie
Das Dorf liegt auf dem Barnim auf der Nordgrenze des Naturparks Märkische Schweiz; ein großer Teil der Gemarkung liegt im Naturpark. Nach Osten in der Ringenwalder Heide grenzt die Gemarkung des Ortes an das Stobbertal. In der südöstlichen Ecke liegt der Dolgensee.

## Geschichte

### 13. bis 15. Jahrhundert
Urkundlich wurde der Ort erstmals im Jahr 1271 bereits in seiner heutigen Schreibweise Ringenwalde erwähnt. Er gehörte vor(?) 1271 zum Zisterzienserinnen-Kloster Friedland. Die Bede und der Krugzins gehörten um 1375 dem Bürger Löwe aus Frankfurt. Der Anteil fiel vor 1472 bis 1694 an die von Barfuß aus Kunersdorf, Batzlow und Möglin bzw. die späteren Besitzer von Kunersdorf, Batzlow und Möglin, die Hebungen, Pflug- und Kossätendienste (1472) bzw. sechs Bauernhöfe einschließlich dem Schulzen und Krüger und Kossätendienst (1485, 1571) besaßen. Der Anteil kam 1592 wiederverkäuflich an die von Röbel und war seit 1693 endgültig in deren Besitz. Im Jahr 1300 erschien das Angerdorf in der Schreibweise Ringenwolde, 1375 in der Bezeichnung Ringhenwalde, Ryngenwalde. Es war im genannten Jahr 62 Hufen groß, davon besaß der Pfarrer vier Hufen. Es gab weiterhin einen Lehnschulzen, 18 Kossäten und einen Krug.
Die Gemarkung war im Jahr 1450 nach wie vor 62 Hufen groß; der Pfarrer hielt hiervon vier Hufen. Die Anzahl der Kossätenhöfe war auf 16 zurückgegangen. 20 Jahre später lagen 13 Hufen wüst, die anderen 45 Hufen zinsten von 16 Kossätenhöfen.

### 16. Jahrhundert
Im Jahr 1527 war die Fläche auf 58 Hufen zurückgegangen. Im Dorf lebten im Jahr 1549 unter anderem der Richter, der Krüger, zehn Bauern und vier Kossäten. Eine Statistik aus dem Jahr 1587 führte den Schulzen mit vier Lehnhufen und zwei Erbhufen auf. Es gab weiterhin vier Fünfhufner, vier Sechshufner, einen Vierhufner, zwei Zweihufner und fünf Kossäten. Die vier Pfarrhufen wurden von den Bauern bewirtschaftet. Im Jahr 1599 erteilten die von Röbel die Genehmigung zum Auskauf von 15 Hufen unter Freiwilligung von 6 Hufen unter der Bedingung, dass 9 Hufen in Metzdorf wieder schosspflichtig wurden.

### 17. Jahrhundert
Im Jahr 1624 lebten im Dorf zwölf Hufner, fünf Kossäten, ein Hirte, ein Müller in der Lapenow mit einem Rad, ein Kostknecht, ein Schmied, zwei Paar Hausleute und die Schäferknechte. Sie bewirtschafteten 58 Hufen. Hinzu kamen die zwei freigewilligten Höfe mit 15 Hufen sowie die Mühle. Die von Röbel hatten außerdem einen Hufnerhof zum Kossätenhof gemacht. Im Jahr 1652 waren es zehn Kossäten (darunter der Schulze), sieben Knechte und ein Meier. Eine Statistik aus dem Jahr 1678 weist drei Sechshufner aus, darunter ein wüstes Schulzengut und einen wüsten Hof, drei Fünfhufner (davon einer wüst), einen Vierhufner, drei Zweihufner (alle wüst), fünf Kossäten, einen Kostknecht, einen Hirten, einen Laufschmied und zwei Hausleute, von denen einer ein Freihaus und einer ein eigenes Häuschen besaß. Die Gemarkung war 43 Hufen groß. Sie umfasste drei Felder: die Behrheyden, das Reichenbergsche und das Batzlowsche Feld. Das Dorf selbst war im Dreißigjährigen Krieg wüst gefallen. Für 1685 wurde von 43 schossbaren Hufen, 15 freigewilligten Hufen und vier Pfarrhufen berichtet.

### 18. Jahrhundert
In Ringenwalde lebten im Jahr 1705 fünf Hufner, fünf Kossäten, der Schäfer mit dem Gesinde, der Hirte, der Schmied und ein Hausmann. Im Jahr 1745 wurde von sieben Bauern, fünf Kossäten und einer Wassermühle mit einem Gang berichtet. Hieran änderte sich auch in den Folgejahren nicht viel: 1776 waren es erneut sieben Bauern, fünf Kossäten und ein Schäfer sowie dessen Knechte. Hinzu kamen ein Hirte ohne Vieh und ein Wohnschmied. Ebenfalls erwähnt wurde die adelige Wassermühle (1773).

### 19. Jahrhundert
Im Dorf und Gut lebten im Jahr 1801 insgesamt fünf Ganzbauern, sechs Ganzkossäten und neun Einlieger. Es gab eine Schmiede, einen Krug, eine Wassermühle und einen Förster, der sich um 500 Morgen (Mg) Wald kümmerte. Die Bewohner betrieben 26 Feuerstellen (= Haushalte). In Dorf und Gut standen im Jahr 1840 insgesamt 23 Wohnhäuser. Das Dorf umfasste im Jahr 1860 eine Fläche von 1061 Mg: 255 Mg Gehöfte, 806 Mg Acker. Darin standen drei öffentliche, 17 Wohn- und 34 Wirtschaftsgebäude (ohne Lapenower Mühle). Das Gut umfasste 4155 Mg: 3 Mg Gehöfte, 1663 Mg Acker, 20 Mg Wiese, 2469 Mg Wald. Dort gab es ein Abbau Ziegelei, 13 Wohn- und 15 Wirtschaftsgebäude (darunter eine Brennerei und eine Ziegelei).

### 20. Jahrhundert
Zur Jahrhundertwende war das Dorf 338 Hektar (ha) groß und umfasste 19 Häuser. Im 1058 ha großen Gut waren es 13 Häuser. Ringenwalde bestand aus dem Dorf und Gemeindebezirk mit Lapenower Mühle sowie dem Rittergut mit Försterei und Gutsbezirk. Dieses wurde 1928 mit der Gemeinde Ringenwalde vereinigt und 1932 Landgemeinde mit dem Wohnplatz Lapenower Mühle. Im Jahr 1939 gab es zwei land- und forstwirtschaftliche Betriebe, die größer als 100 ha waren. Weitere fünf waren zwischen 20 und 100 ha groß, zwei zwischen 10 und 20, eines zwischen 5 und 10 und zwei zwischen 0,5 und 5 ha.
Nach dem Zweiten Weltkrieg wurden 296 ha Fläche enteignet und aufgeteilt: 269 ha gingen an 34 Landarbeiter und landlose Bauern, 2 ha an drei Kleinpächter und 25 ha Ackerland an vier Umsiedler. Im Jahr 1953 hatte sich eine LPG wieder aufgelöst und wurde im Folgejahr aus einem ÖLB mit 14 Mitgliedern gebildet. Im Jahr 1960 bestand eine LPG Typ III mit 60 Mitgliedern und 526 ha Fläche. Sie schloss sich 1974 mit der LPG Hermersdorf zusammen.

## Einwohnerentwicklung in Ringenwalde von 1875 bis 2006
| Jahr          | 1875 | 1890 | 1910 | 1925 | 1933 | 1946 | 1993 | 1997 | 2000 | 2006 |
| Einwohnerzahl | 318  | 304  | 252  | 263  | 246  | 265  | 141  | 138  | 140  | 136  |

## Kultur und Sehenswürdigkeiten
Die Kirche Ringenwalde ist ein in der Denkmalliste des Landes Brandenburg eingetragenes Baudenkmal (Liste der Baudenkmale in Märkische Höhe).